# Brennen muss Salem (Film)
Brennen muss Salem (Alternativtitel: Der Schrecken im Marsten-Haus, Originaltitel: Salem’s Lot) ist eine US-amerikanische Miniserie aus dem Jahr 1979. Der von Tobe Hooper inszenierte Horrorfilm basiert auf dem Roman Brennen muss Salem von Stephen King.

## Handlung
Der Prolog zeigt eine Kirche in Guatemala, in der ein Mann und ein Junge, Ben Mears und Mark Petrie, Weihwasser in Flaschen abfüllen. Als eine der Flaschen zu leuchten beginnt, sagt der Mann: „Sie haben uns wiedergefunden.“
Die Handlung setzt nun zwei Jahre vorher im US-Bundesstaat Maine ein: Nach vielen Jahren kehrt der Schriftsteller Ben Mears in seine Geburtsstadt Jerusalem’s Lot, von den Einwohnern Salem’s Lot genannt, zurück, um ein Buch über das Marsten-Haus zu schreiben. Doch das Haus wurde bereits an einen geheimnisvollen Antiquitätenhändler namens Richard Straker verkauft. Er möchte mit seinem Partner Kurt Barlow ein Antiquitätengeschäft in der Stadt eröffnen. Daraufhin zieht Mears in eine Pension in der Stadt, von wo er das Marsten-Haus von seinem Schreibtisch aus sehen kann. Gleich am Anfang entwickelt er eine romantische Beziehung mit der einheimischen Susan Norton und freundet sich mit ihrem Vater, dem Arzt Dr. Bill Norton, an. Auch zu seinem ehemaligen Schullehrer Jason Burke stellt er wieder Kontakt her. Nachdem eines Nachts eine große Kiste ins Marsten-Haus geliefert wird, verschwinden die Bewohner der Stadt oder sterben unter seltsamen Umständen wie Blutarmut. Mears und Straker sind die Hauptverdächtigen, da sie beide neu in der Stadt sind, aber schließlich wird klar, dass die Kiste Strakers Geschäftspartner Kurt Barlow enthielt, einen alten Vampir, der nach Salem’s Lot gekommen ist, nachdem er Straker geschickt hatte, um Platz für seine Ankunft zu machen. Straker entführt einen kleinen Jungen, Ralphie Glick, als Opfergabe für Barlow, während Barlow selbst den örtlichen Makler Larry Crockett tötet. Der Glick Junge kehrt dann als Vampir zurück, um seinen Bruder Danny durch einen Biss in den Hals ebenfalls zum Vampir zu machen. Nach seiner Beerdigung infiziert der Untote Danny den Totengräber Mike Ryerson und versucht, einen seiner Schulfreunde, Mark Petrie, ebenfalls zu infizieren. Mark ist jedoch ein Horrorfilm-Fan und schafft es Danny mit einem Kreuz abzuwehren. Nun erkennen Mears, Burke und Dr. Norton allmählich was mit der Stadt passiert und beschließen dagegen vorzugehen. Marks Eltern werden von Barlow getötet und Mark kann mit der Hilfe des örtlichen Priesters entkommen. Burke erleidet jedoch nach einer Begegnung mit dem zum Vampir verwandelten Ryerson einen schweren Herzinfarkt. Während sich der Vampirismus unaufhörlich ausbreitet kapituliert der Sheriff der Stadt und flieht. Als letzte Handlung übergibt er Mears seinen Dienstrevolver. Auf der Suche nach Rache für den Tod seiner Eltern bricht Mark in das Marsten-Haus ein und die besorgte Susan folgt ihm hinein. Beide werden von Straker entdeckt und getrennt voneinander gefangen genommen. Mark kann sich befreien und trifft am Hauseingang Mears und Norton die, ausgerüstet mit Holzpfählen und dem Revolver vom Sheriff, den alten Obervampir töten wollen. Als Norton sich im Haus von Mears und Mark absondert wird er von Straker getötet. Daraufhin erschießt Mears Straker. Danach finden Mears und Mark Barlows Sarg im Keller und töten ihn, indem sie einen Holzpfahl durch sein Herz treiben. Susan ist weiterhin unauffindbar. Auf der Flucht vor den anderen Vampiren im Haus (den infizierten Stadtbewohnern) zünden die beiden das Marsten-Anwesen an. Während das Haus brennt trägt der Wind das Feuer in die Stadt.
Die Geschichte kehrt zwei Jahre später zu Mears und Mark in einer Kirche in Guatemala zurück. Es wird klar, dass sie auf der Flucht vor den überlebenden Vampiren von Salem’s Lot sind und dass ihre Weihwasserflaschen leuchten wenn ein Vampir sich in der Nähe befindet. Als Mears und Mark erkennen, dass sie erneut aufgespürt wurden, kehren sie zu ihren Unterkünften zurück, um ihre Habseligkeiten zu holen. Dort findet Mears Susan in seinem Bett liegend vor. Jetzt ist sie ein Vampir und bereitet sich darauf vor ihn zu beißen, als er sich vorbeugt, um sie zu küssen, aber stattdessen treibt Mears einen Pfahl durch ihr Herz und tötet sie. Ein trauernder Mears geht dann mit Mark, wissend, dass die Vampire sie weiterhin verfolgen werden.

## Hintergrund
Von Brennen muss Salem existieren eine lange TV-Fassung sowie eine für den europäischen Markt gestraffte, aber mit teilweise expliziteren Szenen versehene Spielfilmfassung.
In Deutschland erschien am 8. August 1985 die Spielfilmfassung auf Video. Die vollständige TV-Fassung wurde erstmals am 12. November 1985 auf Sat.1 ausgestrahlt. Warner Home Video hat am 22. September 2016 erstmals in Deutschland die 183 Minuten lange Fassung auf Blu-ray veröffentlicht.
Die deutsche Synchronfassung entstand in München.
| Figur             | Darsteller       | Deutscher Sprecher |
| ----------------- | ---------------- | ------------------ |
| Ben Mears         | David Soul       | Sigmar Solbach     |
| Mark Petrie       | Lance Kerwin     | Stephan Schwartz   |
| Susan Norton      | Bonnie Bedelia   | Manuela Renard     |
| Richard Straker   | James Mason      | Holger Hagen       |
| Sheriff Gillespie | Kenneth McMillan | Wolfgang Hess      |
| Jason Berk        | Lew Ayres        | Niels Clausnitzer  |
| Mike Ryerson      | Geoffrey Lewis   | Klaus Kindler      |

## Kritiken
„Dürftiger Gruselfilm, der zeitweise geschickt Versatzstücke des Genres kombiniert, ohne sie zu einer dichten Geschichte vereinen zu können.“

„Nervtötender Schocker um Vampire und andere Böse; hervorragender Mason als finsterer Antiquitätenhändler und Nalder als Chefvampir.“

## Nachwirkung
1987 drehte Larry Cohen eine Spielfilm-Fortsetzung unter dem Titel Salem II – Die Rückkehr frei nach Motiven von Kings Roman. 2004 entstand eine Neuverfilmung unter dem Titel Salem’s Lot – Brennen muss Salem, eine weitere folgte Ende 2024 mit dem gleichen Titel.